# فرانسوا جنوا
كان فرانسوا جنوا ممولاً سويسرياً هاماً، وداعمًا كبيرًا للشتات النازي عبر منظمة أوديسسا كما دعم التنظيمات المسلحة خلال الحرب الباردة.
في عام ألف وتسعمائة واثنان وتسعين، قال جنوا إلى صحيفة في لندن، «منذ كنتُ شاباً، لم تَتَغَيَر ارائي. كان هتلر قائداً عظيماً، ولو أنتصر في الحرب العالمية الثانية، لكان العالم مكاناً أفضل».

## حياته المهنية
كان جنوا من لوزان، سويس. قابَل هتلر في عام 1932 وهو يَدرُس كشاب في فندق في بون.  في عام 1934 اِلتَحَق الجبهة الوطنية النازية، ويومين بعد ذلك سافَر إلى فلسطين حيث قابَل مفتي القدس أمين الحسيني. عمل جنوا في المخابرات الألمانية والمخابرات السويسية، وسافر في جميع أنحاء الشرق الأوسط.

## الحرب العالمية الثانية
سافر جنوا إلى بريلن خلال الحرب لكي يُقابِل صاديقه مفتي القدس، واِستَمَر يَزورَه في بيروت. وفقاً لبعض مؤرخين، وَثِق الحسيني بجنوا لأن يُدِير بشكل صحيح شؤونًا مالية كبيرة.
في عام ألف وتسعمائة وأربعين صنع جنوا إلى جانب موطن لبناني نادي ليلي في لوزان لكي تكون عملية خفية لأبفير (المخبابرات النازية). في عام ألف وتسعمائة وواحد وأربعين، أرسَل عميل لأبفير بول ديكوبف جنوا إلى ألمانيا، تشيكوسلوفاكيا، المجر، وبلجيكا. صادَق جنوا الكثير من الزعماء النازي مثل كارل ولف «قائد أعلى الشوتزشتافل والشرطة» في إيطاليا. في نهاية الحرب مثّل الصليب الأحمر السويس في بروكسل.

## بعد الحرب
كُتِب اسم لجنوا في الوصية الأخيرة ليوزف غوبلز، وأصبح غنياً بسبب المال الذي حصل من نشر يوميات لغوبلز (ملك حقوق لها بعد موت وفاة غوبلز) وكتب لهتلر ولبورمان. ولكن عندما موتَت بولا هتلر في عام ألف وتسعمائة وستون، عُطِلَت شركة لجنوا لإنه فشل أن يحصل حقوق الكتب هتلر منها.
قال صائد النازيين مثل سيمون فيزانتل وسيرغي كلارسفيلد وصحفي داود لي بريستون وآخرين أَنَّه كان جنوا داعم كبير المصالحات النازية بعد حرب العالية الثانية. على سبيل المثال، يُعطون دليلاً تَظهُر أَنَّه كان جنوا رئيس أعلى تمولي الممتلكات النازية في سويس بعد حرب العالمية الثانية.

## التحرير العربي
أصبَح جنوا داعم كبير الحركات العربية الثورية، ودعم الكثير من التنظيمات القومية واليسارية.

### جبهة التحرير الوطني في الجزائر
قابَل جنوا زعماء جبهة التحرير الوطني وهو في مصر عبر اتصالاته مع حكومة جمال عبد الناصر.  دعمهم بالمال والسلاح بعد عام ألف وتسعمائة وأربعة وخمسين. في عام ألف وتسعمائة وأربعة وثمانيين أسس المصرف العربي التجاري الذي دعم تنظيمات العربية القومية لا سيما جبهة التحرير الوطني.

### فلسطين
في الستينات بدأ جنوا أن يُعطي السلاح لتنظيمات فلسطينية. في أبريل ألف وتسعمائة وتسعة وستين عُقِد النظام الأوروبي الجديد في برشلونة حيث حصلت تنظيمات فلسطينية دعم مالي وقابل زعمائها نازي سابق سوف يُساعِدُهم قد تدريبهم عسكري. علاوة على ذلك، تَعَهَدَوا دعم لمنظمة التحرير الفلسطينية. كان خليلاً لجورج حبش ولجاك فيرجس، وفي سبتمبر ألف وتسعمائة وتسعة وستين ساهَم في راسوم قانونية ثلاثة فلسطينيون من جبهة شعبية لتحرير فلسطين بعد هجومهم على طائرة لإل عال في زوريخ. علاوة على ذلك، جلس في طاولتهم في محكمة.

## من دُعِموا
كان جنوا صديقاً لأوتو سكورينزي، كارل ولف، وكلاوس باربي خلال أيام الألمانيا النازية.
دعم ادولف ايخمان وكلاس باربي في قضيتهما، ودعم محامي المدعى عليه لبرونو بريغيت خلال السبعينات بعد تفجيرات في إسرائيل في عام ألف وتسعمائة وسبعين. في عام ألف وتسعمائة وسبعين، طالَبَت جبهة شعبية لتحرير فلسطين بإطلاق برونو بريغيت وليلى خالد. في عام ألف وتسعمائة وأربعة وتسعين ساعَد جنوا كارلوس الثعلب في عملياته وفي قضيته.
أعطى جنوا مساعدة الصحة لعلي حسن سلامة، ودعم بالمال روح الله خميني وهو في فرانسا. كان مرشداً لأحمد هوبر. في السبعينات دعم جنوا تنظيمات عربية قومية يسارية، وطالَب جنوا، إلى جانب نوام شومسكي، وسيمون دي بوفوار، جان بول سارتر، وآخرون إطلاق برونو بريغيت، إدى إلى عفوه في عام ألف وتسعمائة وسبعة وسبعين.

## مشاكل
كان هناك تفجير قرب بيته في عام ألف وتسعمائة وثالث وتسعين. في عام ألف وتسعمائة وستة وتسعين، حِقَقت الشرطة السويسرية في اتصالاته مع نازيين. كان محاميه باودين دونان، الذي كان المحامي لمجموعة بن لادن أيضاً.

## الوفاة
اِنتَحَر جنوا في عام ألف وتسعمائة وستة وتسعين. كان عمره واحد وثمانين عاما. وفقاً لعائلته، اِنتَحَر عن طريق موت رحيم.